# Parafia św. Michała Archanioła w Wilkowicach
Parafia pod wezwaniem Świętego Michała Archanioła w Wilkowicach – parafia rzymskokatolicka znajdująca się w Wilkowicach. Należy do dekanatu Łodygowice diecezji bielsko-żywieckiej. Erygowana w 1797.